# Сарыозек (Северо-Казахстанская область)
Сарыозе́к (каз. Сарыөзек) — упразднённое село в Айыртауском районе Северо-Казахстанской области Казахстана. Входило в состав Каратальского сельского округа. Ликвидировано в 2014 году. Код КАТО — 593246600.

## Население
В 1999 году население села составляло 181 человек (93 мужчины и 88 женщин). По данным переписи 2009 года в селе проживало 59 человек (33 мужчины и 26 женщин).